# 피터 에이브러햄스
피터 헨리 에이브러햄스 데러스(영어: Peter Henry Abrahams Deras, 1919년 3월 3일~2017년 1월 18일)는 남아프리카 태생 자메이카의 소설가, 언론인, 정치 평론가로 1956년 자메이카에 정착하여 여생을 살았다. 2017년, 97세의 나이로 자택에서 살해 당한 것으로 알려져있다.

## 생애

### 어린 시절
피터 에이브러햄스는 1919년 남아프리카 요하네스버그 교외의 브레데도르프(Vrededorp)에서 태어났다. 그의 아버지는 에티오피아 출신이었고 그의 어머니는 프랑스와 아프리카에 뿌리를 둔 컬러드였다. 에이브러햄스가 5살이었을 때 아버지가 돌아가셨으며, 그 후 그의 가정은 재정적인 어려움을 겪게 되었다. 그의 어머니는 그를 11세까지 친척들과 함께 살도록 보냈고, 그 때 그는 폴로콰네에 있는 성공회 교회의 Grace Dieu 학교에서 기숙 학생으로 지냈다. 그곳을 졸업한 후 그는 Rosettenville에 있는 St Peter's Secondary School에 진학하고 Bantu Men's Social Center에서 일하며 학비를 벌었다.

### 런던(1939)과 자메이카(1956)로 이동
1939년에 에이브러햄스는 남아프리카를 떠나 처음에는 선원으로 일한 후 런던에 정착하여 저널리스트로 일했다. 런던에서 일하는 동안 그는 에식스주의 로턴에서 아내 다프네(Daphne)와 함께 살았으며 여러 저명한 흑인 지도자와 작가들을 만났다.
작가로서의 길을 걷고자 했던 그는 캐롤 폴스그로브(Carol Polsgrove)가 그녀의 역사, Ending British Rule: Writers in a Common Cause (2009)에서 보여준 것처럼 남아프리카인으로서 상당한 어려움에 직면했다. 출판을 반대하는 원고 독자의 권고에도 불구하고 1942년 앨런 앤 언윈(Allen & Unwin)은 남아프리카에서 가지고 온 작품들로 구성된 《암흑 성서》(Dark Testament)를 내놓았다. 출판사 도로시 크리스프(Dorothy Crisp)는 에이브러햄스가 1945년에 쓴 소설 《도시의 노래》(Song of the City)와 1946년에 쓴 《광산 소년》(Mine Boy)을 출판했다. 나이지리아 학자 Kolawole Ogungbesan에 따르면 소설 《광산 소년》은 "국제적인 관심을 끌기 위해 영어로 작성된 최초의 아프리카 소설"이 되었다. 또한 1948년에 쓴 《천둥의 길》(The Path of Thunder)과 1950년에 쓴 《야만스러운 정복》(Wild Conquest) 등 두 편의 소설과, 1953년에 쓴 아프리카로 돌아가는 여정에 대한 저널리즘 기록인 《골리로의 귀환》(Return to Goli)과 1954년에 쓴 회고록 《자유를 말하라》(Tell Freedom) 등 더 많은 책들이 영국과 미국에서 출판되었다.
1945년에 에이브러햄스는 영국 맨체스터에서 개최된 제5차 범아프리카 의회를 조직하는 데 기여했으며 이는 오늘날 독립 투쟁의 전환점으로 여겨진다. 그 행사에는 가나의 초대 대통령인 콰메 은크루마, 말라위의 초대 대통령인 헤이스팅스 반다, 케냐의 초대 대통령인 조모 케냐타 등 아프리카 각국의 대통령들과 W. E. B. 듀보이스 등 사회학자들이 참석했다. 1956년에 에이브러햄스는 런던에서 자신이 속해 있던 정치 공동체에 대한 로망 아 클레 소설, 《우도모를 위한 화환》(A Wreath for Udomo)을 출판했다. 독립적이고 산업화된 국가로의 변화를 주도하기 위해 런던에서 아프리카 국가로 돌아오는 소설의 주인공 마이클 우도모는 주로 케냐의 초대 대통령 케냐타의 조언을 바탕으로 가나의 초대 대통령인 은크루마를 모델로 한 것으로 보인다. 기타 식별 가능한 가상의 인물로는 조지 패드모어(George Padmore)가 있다. 소설은 우도모의 살인으로 끝났다. 은크루마가 독립한 가나의 정권을 잡기 1년 전에 출판된 《우도모를 위한 화환》은 아프리카의 미래에 대한 낙관적인 예측이 아니었다.
에이브러햄스는 2020년에 설치된 런던 로턴의 Jessel Drive에 있는 그의 이전 의회 건물에 파란색 명판으로 기념되었다.
1956년 에이브러햄스는 자메이카에 정착하여 그곳에서 소설과 회고록을 계속 썼으며 저널리스트 및 라디오 해설자로도 활동했다. 1994년에 그는 글쓰기와 저널리즘 부문에서 자메이카 연구소로부터 Musgrave Gold Medal을 받기도 했다.

## 사망
피터 에이브러햄스는 2017년 1월 18일 97세의 나이로 자메이카 세인트 앤드류 교구에 있는 자신의 집에서 숨진 채 발견되었다. 법의학 조사 결과 에이브러햄스의 사망은 타살로 밝혀졌다. 용의자인 61세의 현지 남성 노먼 톰린슨(Norman Tomlinson)은 살인 혐의로 기소되었으며 법적인 절차는 법원의 장기간 정전으로 인해 지연되어 2017년 3월에 시작되었다. 그리고 2018년 10월 7일, 톰린슨은 과실치사에 대해 유죄를 인정하고 7년 동안 투옥되었다.

## 저서
피터 에이브러햄스는 남아프리카에서 가장 저명한 작가 중 한 명으로, 정치적, 사회적 문제, 특히 인종차별과 관련된 작품을 썼다. 그를 비판적인 주목을 받게한 최초의 작품 중 하나인 소설 《광산 소년》(Mine Boy, 1946)과 회고록 《자유를 말하라》(Tell Freedom, 1954)는 아파르트헤이트를 부분적으로 다루고 있다. 그의 다른 작품으로는 1942년에 쓴 이야기 모음집 《암흑 성서》(Dark Testament)와 1948년에 쓴 소설 《천둥의 길》(The Path of Thunder, 이는 같은 이름의 발레인 The Path of Thunder와 에른스트 헤르만 마이어(Ernst Hermann Meyer)의 오페라 Reiter der Nacht에 영감을 주었다.), 1956년에 쓴 《우도모를 위한 화환》(A Wreath for Udomo), 1965년에 쓴 《그들만의 밤》(A Night of their Own), 1966년 자메이카를 배경으로 쓴 《지금 이 섬》(This Island Now, 그의 소설 중 아프리카를 배경으로 하지 않은 유일한 작품), 1985년에 쓴 《코야바에서 바라본 풍경》(The View from Coyaba) 등이 있다. 그의 회고록 《코야바 연대기》(The Coyaba Chronicles)는 2000년에 출판되었다.

## 작품 목록
- 《암흑 성서》 (Dark Testament, 1942)
- 《도시의 노래》 (Song of the City, 1945) 179p, 소설, Dorothy Crisp & Co Ltd London 출판
- 《광산 소년》 (Mine Boy, 1946)는 Dorothy Crisp & Co Ltd London에서 출판되었으며 이 소설로 인해 남아프리카 공화국에서 벌어지는 인종차별(아파르트헤이트)의 끔찍한 현실을 국제적으로 알린 최초의 작가로 이름을 알리게 되었다.
- 《천둥의 길》 (The Path of Thunder, 1948)
- 《야만스러운 정복》 (Wild Conquest, 1950)
- 《골리로의 귀환》 (Return to Goli, 1953)
- 《자유를 말하라》 (Tell Freedom, 1954년, 신판 1970년)
- 《우도모를 위한 화환》 (A Wreath for Udomo, 1956)
- 《자메이카: 섬 모자이크》 (Jamaica: an Island Mosaic, 1957), 공공 정보 사무소, 코로나 도서관
- 《그들만의 밤》 (A Night of their Own, 1965)
- 《지금 이 섬》 (This Island Now, 1966)
- 《코야바에서 바라본 풍경》 (The View from Coyaba, 1985)
- 《코야바 연대기: 20세기 흑인 경험에 대한 고찰》 (The Coyaba Chronicles: Reflections on the Black Experience in the 20th Century, 2000)

## 그의 작품에서 영감을 받은 음악
- 아제르바이잔 작곡가 카라 카라예프의 발레 İldırımlı yollarla ("The Path of Thunder")(1958)
- 동독 출신 작곡가 에른스트 헤르만 마이어(Ernst Hermann Meyer)의 오페라인 《밤의 밤》(Reiter der Nacht, 1973) 역시 《천둥의 길》(The Path of Thunder)을 원작으로 하고 있다.